# Marinha Portuguesa
Marinha Portuguesa (in italiano: Marina del Portogallo) è una delle componenti delle Forças Armadas de Portugal; la sua missione ha una componente militare, subordinata al comando delle forze armate, ed una non militare subordinata alla Autoridade Marítima Nacional.

## Storia

### Origini
La prima battaglia nota della marina portoghese risale al 1180, durante il regno di Alfonso I del Portogallo, quando una flotta comandata dal cavaliere Fuas Roupinho sconfisse una squadra musulmana nei pressi di Cabo Espichel, tentando poi tre volte di conquistare la città di Ceuta; Rupinho morì al terzo tentativo. Durante la Reconquista portoghese la marina attaccò con successo Alcácer do Sal, Silves e Faro e fece incursioni in Andalusia contro il regno arabo di Castiglia.

### Guerre coloniali
Nel 1961 l'India attaccò i possedimenti portoghesi di Goa, Diu e Daman, e la marina portoghese tentò di difenderli con le poche unità che aveva nell'area; a Goa, di fronte ad una squadra navale indiana incentrata su 8 navi da guerra tra le quali una portaerei ed alcune fregate, lo sloop NRP Afonso de Albuquerque armato con cannoni da 120 mm si confrontò dapprima con le fregate INS Betwa e INS Beas che alle 12:00 del 18 dicembre erano entrate in porto; la nave si difese sparando oltre 400 colpi alcuni dei quali a segno su navi avversarie e continuando ad assicurare i collegamenti con la madrepatria, e con grossi danni il comandante ordinò per il personale non essenziale l'abbandono nave alle 12:50 e il resto dell'equipaggio compreso il comandante ferito li seguì alle 13:10 raggiungendo la riva dopo aver dato fuoco alla nave.

All'epoca della colonia portoghese in Mozambico, la Marina ha costruito una sede operativa a Metangula per ospitare le forze che operavano sul lago Niassa.

## Flotta
| Sigla                  | Nave                     | Immagine    | Tipo                            | Classe                             | Dislocamento | Anno di entrata in servizio | Base        | Anno di prevista dismissione | Nota                                                                        |
| Sottomarini            | Sottomarini              | Sottomarini | Sottomarini                     | Sottomarini                        | Sottomarini  | Sottomarini                 | Sottomarini | Sottomarini                  | Sottomarini                                                                 |
| ---------------------- | ------------------------ | ----------- | ------------------------------- | ---------------------------------- | ------------ | --------------------------- | ----------- | ---------------------------- | --------------------------------------------------------------------------- |
| S 160                  | Tridente                 |             | sottomarino                     | Classe Tridente                    | 2020 t.      | 2010                        |             |                              | tipo U-209PN di costruzione tedesca con Air Independent Propulsion          |
| S 161                  | Arpão                    |             | sottomarino                     | Classe Tridente                    | 2020 t.      | 2010                        |             |                              | tipo U-209PN di costruzione tedesca con Air Independent Propulsion          |
| Fregate                |                          |             |                                 |                                    |              |                             |             |                              |                                                                             |
| F330                   | Vasco da Gama            |             | Fregata missilistica Multiruolo | classe Vasco da Gama               | 3.200 t.     | 1990                        |             |                              |                                                                             |
| F331                   | Álvares Cabral           |             | Fregata missilistica Multiruolo | classe Vasco da Gama               | 3.200 t.     | 1991                        |             |                              |                                                                             |
| F332                   | Corte Real               |             | Fregata missilistica Multiruolo | classe Vasco da Gama               | 3.200 t.     | 1992                        |             |                              |                                                                             |
| F 333                  | Bartolomeu Dias          |             | Fregata                         | classe Bartolomeu Dias             | 3.320 t.     | 1994                        |             |                              | F 833 Van Nes ex olandese                                                   |
| F 334                  | Dom Francisco de Almeida |             | Fregata                         | classe Bartolomeu Dias             | 3.320 t.     | 1994                        |             |                              | F 834 Van Galen ex olandese                                                 |
| Corvetta               |                          |             |                                 |                                    |              |                             |             |                              |                                                                             |
| F 471                  | António Enes             |             | Corvetta                        | Classe João Coutinho               | 1.252 t.     | 1971                        |             |                              | sarà sostituita da nuova unità Classe Viana do Castelo                      |
| F 487                  | João Roby                |             | Corvetta                        | Classe Baptista de Andrade         | 1.380 t.     | 1975                        |             |                              | sarà sostituita da nuova unità Classe Viana do Castelo                      |
| Pattugliatore d'altura |                          |             |                                 |                                    |              |                             |             |                              |                                                                             |
| P 360                  | Viana do Castelo         |             | Pattugliare d'altura OPV        | Classe Viana do Castelo            | 1.850t.      | 2011                        |             |                              | [ 7 ] [ 6 ]                                                                 |
| P 361                  | Figueira da Foz          |             | Pattugliare d'altura OPV        | Classe Viana do Castelo            | 1.850t.      | 2013                        |             |                              | [ 6 ]                                                                       |
| P 362                  | Sines                    |             | Pattugliare d'altura OPV        | Classe Viana do Castelo            | 1.850t.      | 2018                        |             |                              | [ 6 ]                                                                       |
| P 363                  | Setúbal                  |             | Pattugliare d'altura OPV        | Classe Viana do Castelo            | 1.850t.      | 2019                        |             |                              | [ 6 ]                                                                       |
| P 364                  | Funchal                  |             | Pattugliare d'altura OPV        | Classe Viana do Castelo            | 1.850t.      |                             |             |                              | in costruzione, consegna prevista per il 2026                               |
| P 365                  | Aveiro                   |             | Pattugliare d'altura OPV        | Classe Viana do Castelo            | 1.850t.      |                             |             |                              | in costruzione, consegna prevista per il 2027                               |
| P 366                  |                          |             | Pattugliare d'altura OPV        | Classe Viana do Castelo            | 1.850t.      |                             |             |                              | in costruzione, consegna prevista per il 2028                               |
| P 367                  |                          |             | Pattugliare d'altura OPV        | Classe Viana do Castelo            | 1.850t.      |                             |             |                              | in costruzione, consegna prevista per il 2029                               |
| P 368                  |                          |             | Pattugliare d'altura OPV        | Classe Viana do Castelo            | 1.850t.      |                             |             |                              | in costruzione, consegna prevista per il 2030                               |
| P 369                  |                          |             | Pattugliare d'altura OPV        | Classe Viana do Castelo            | 1.850t.      |                             |             |                              | in costruzione, consegna prevista per il 2030                               |
| Pattugliatore costiero |                          |             |                                 |                                    |              |                             |             |                              |                                                                             |
| P 590                  | Tejo                     |             | Pattugliare costiero LPV        | Classe Tejo                        | 450 t.       | 1995                        |             |                              | ex unità danese P562 Viben (Northern lapwing)                               |
| P 591                  | Douro                    |             | Pattugliare costiero LPV        | Classe Tejo                        | 450 t.       | 1994                        |             |                              | ex unità danese P560 Ravnen (Raven)                                         |
| P 592                  | Mondego                  |             | Pattugliare costiero LPV        | Classe Tejo                        | 450 t.       | 1992                        |             |                              | ex unità danese P557 Glenten (Kite)                                         |
| P 593                  | Guadiana                 |             | Pattugliare costiero LPV        | Classe Tejo                        | 450 t.       | 1994                        |             |                              | ex unità danese P561 Skaden (European magpie), entrata in servizio nel 2022 |
| P 594                  |                          |             | Pattugliare costiero LPV        | Classe Tejo                        | 450 t.       | 1993                        |             |                              | P558 Gribben (Vulture)                                                      |
| Motovedetta            |                          |             |                                 |                                    |              |                             |             |                              |                                                                             |
| P 1150                 | NRP Argos                |             | motovedetta                     | Classe Argos                       | 97 t.        | 1991                        |             |                              |                                                                             |
| P 1151                 | NRP Dragão               |             | motovedetta                     | Classe Argos                       | 97 t.        | 1991                        |             |                              |                                                                             |
| P 1152                 | NRP Escorpião            |             | motovedetta                     | Classe Argos                       | 97 t.        | 1991                        |             |                              |                                                                             |
| P 1153                 | NRP Cassiopeia           |             | motovedetta                     | Classe Argos                       | 97 t.        | 1991                        |             |                              |                                                                             |
| P 1154                 | NRP Hidra                |             | motovedetta                     | Classe Argos                       | 97 t.        | 1991                        |             |                              |                                                                             |
| P 1155                 | NRP Centauro             |             | motovedetta                     | Classe Centauro (Argos - 2ª série) | 97 t.        | 2000                        |             |                              |                                                                             |
| P 1156                 | NRP Oríon                |             | motovedetta                     | Classe Centauro (Argos - 2ª série) | 97 t.        | 2001                        |             |                              |                                                                             |
| P 1157                 | NRP Pégaso               |             | motovedetta                     | Classe Centauro (Argos - 2ª série) | 97 t.        | 2001                        |             |                              |                                                                             |
| P 1158                 | NRP Sagitário            |             | motovedetta                     | Classe Centauro (Argos - 2ª série) | 97 t.        | 2001                        |             |                              |                                                                             |
| P 370                  | NRP Rio Minho            |             | motovedetta                     | Classe Rio Minho                   | 70 t.        | 1991                        |             |                              |                                                                             |

### Navi ausiliarie
| Sigla           | Nave                        | Immagine        | Tipo             | Classe              | Dislocamento    | Anno di entrata in servizio | Base            | Anno di prevista dismissione | Nota |  |
| Nave da ricerca | Nave da ricerca             | Nave da ricerca | Nave da ricerca  | Nave da ricerca     | Nave da ricerca | Nave da ricerca             | Nave da ricerca | Nave da ricerca              | Nave da ricerca |  |
| --------------- | --------------------------- | --------------- | ---------------- | ------------------- | --------------- | --------------------------- | --------------- | ---------------------------- | --- |  |
| A 522           | NRP D. Carlos I             |                 | Nave idrografica | Classe Dom Carlos I | 2.300 t.        | 1989                        |                 |                              | ex-USS Audacious trasferita al Portogallo nel 1997. |  |
| A 523           | NRP Almirante Gago Coutinho |                 | Nave idrografica | Classe Dom Carlos I | 2.300 t.        | 1985                        |                 |                              | ex-USS Assurance trasferita al Portogallo nel 1999 |  |
| A5203           | NRP Andrómeda               |                 | Nave idrografica | Classe Andrómeda    | 247 t.          | 1987                        |                 |                              | |  |
| A5205           | NRP Auriga                  |                 | Nave idrografica | Classe Andrómeda    | 247 t.          | 1987                        |                 |                              | |  |
| Nave scuola     |                             |                 |                  |                     |                 |                             |                 |                              | |  |
| A 520           | NRP Sagres III              |                 | Nave scuola      |                     | 1.793 t.        | 1937                        |                 |                              | acquistata dagli USA nel 1945, poi dal Brazile nel 1948 e dal Portogallo nel 1961. |  |
| UAM201          | NTM Creoula                 |                 | Nave scuola      |                     | 1.321 t.        | 1937                        |                 |                              | |  |
| A5204           | PRN Polar                   |                 | Nave scuola      |                     | 70 t.           |                             |                 |                              | |  |
|                 | PRN Zarco                   |                 | Nave scuola      |                     | 60 t.           |                             |                 |                              | costruita nel 1983 presso il cantieri Jachtwerf Jongert BV di Medemblik nei Paesi Bassi. Nel febbraio 2007, nell'ambito dell'operazione “Agrafo” di contrasto al narcotraffico la nave fu sequestrata dalla corvetta NRP António Enes: a bordo sono stati trovati 1500 kg di cocaina. Il 3 luglio 2015, la "Blaus VII" è entrata nella Marina portoghese e ribattezzata NRP Zarco al posto del PNR Vega. |  |

## Unità navali disarmate

### Navi ausiliarie
| Sigla  | Nave       | Immagine | Tipo                   | Classe | Dislocamento | Anno di entrata in servizio | Base              | Anno di prevista dismissione | Nota                                                                          |
| ------ | ---------- | -------- | ---------------------- | ------ | ------------ | --------------------------- | ----------------- | ---------------------------- | ----------------------------------------------------------------------------- |
| A 5210 | NRP Bérrio |          | rifornitore di squadra |        | 11.522 t.    | 1970                        | Lisbon Naval Base | 2020                         | acquistata il 31 marzo 1993 dalla marina inglese, disarmata il 1º giugno 2020 |

## Corpo Fuzileiros
Esiste anche un corpo di fanti di marina (Fuzileiros) basato su due battaglioni operativi, un nucleo mezzi da sbarco, polizia militare, un distaccamento Operazioni Speciali, una compagnia di armi d'appoggio e una compagnia di trasporti tattici, per complessivi 2500 uomini circa.
Infine un reparto di sommozzatori, con una scuola e tre gruppi operativi.

## Mezzi Aerei
Sezione aggiornata annualmente in base al World Air Force di Flightglobal del corrente anno. Tale dossier non contempla UAV, aerei da trasporto VIP ed eventuali incidenti accorsi durante l'anno della sua pubblicazione. Modifiche giornaliere o mensili che potrebbero portare a discordanze nel tipo di modelli in servizio e nel loro numero rispetto a WAF, vengono apportate in base a siti specializzati, periodici mensili e bimestrali. Tali modifiche vengono apportate onde rendere quanto più aggiornata la tabella.
| Aeromobile    | Origine     | Tipo           | Versione (denominazione locale) | In servizio (2024) | Note | Immagine |
| Elicotteri    |             |                |                                 |                    | |          |
| Westland Lynx | Regno Unito | elicottero ASW | Lynx Mk.95A                     | 5                  | 2 Lynx HAS Mk.3 ex Royal Navy ricevuti a partire dal 1993, più 3 Lynx Mk.95 nuovi ricevuti successivamente. Tutti e 5 gli elicotteri, dal 2016 al 2024, sono stati sottoposti ad un programma di aggiornamento che comprendeva anche la sostituzione dei motori Rolls-Royce Gem 42 originali con i più potenti LHTEC CTS800-4N. Il primo esemplare aggiornato è stato riconsegnato il 9 ottobre 2020. |          |

## Gradi della Marinha Portuguesa

### Ufficiali
| Gradi               | Ammiragli           | Ammiragli                                    | Ammiragli             | Ammiragli               | Ammiragli       | Ufficiali superiori     | Ufficiali superiori | Ufficiali superiori  | Ufficiali inferiori | Ufficiali inferiori      | Ufficiali inferiori         | Aspiranti ufficiali     | Aspiranti ufficiali     | Aspiranti ufficiali |
| Distintivo di grado |                     |                                              |                       |                         |                 |                         |                     |                      |                     |                          |                             |                         |                         |                     |
| Grado               | Almirante da Armada | Almirante                                    | Vice-almirante        | Contra-almirante        | Comodoro        | Capitão de Mar e Guerra | Capitão de Fragata  | Capitão-tenente      | Primeiro-tenente    | Segundo-tenente          | Guarda-marinha / Subtenente | Aspirante               | Aspirante               | Cadete              |
| Equivalente MM      | Ammiraglio          | Ammiraglio di squadra con incarichi speciali | Ammiraglio di squadra | Ammiraglio di divisione | Contrammiraglio | Capitano di vascello    | Capitano di fregata | Capitano di corvetta | Tenente di vascello | Sottotenente di vascello | Guardiamarina               | Aspirante guardiamarina | Aspirante guardiamarina | Cadetto             |
| NATO-Code           | OF-10               | OF-9                                         | OF-8                  | OF-7                    | OF-6            | OF-5                    | OF-4                | OF-3                 | OF-2                | OF-1                     | OF-1                        | OF-D                    | OF-D                    | OF-D                |

### Sottufficiali graduati e truppa
| Gradi               | Sottufficiali     | Sottufficiali     | Sottufficiali     | Sottufficiali     | Sottufficiali    | Sottufficiali        | Sottufficiali       | graduati e truppa | graduati e truppa   | graduati e truppa   | graduati e truppa   |
| ------------------- | ----------------- | ----------------- | ----------------- | ----------------- | ---------------- | -------------------- | ------------------- | ----------------- | ------------------- | ------------------- | ------------------- |
| Distintivo di grado |                   |                   |                   |                   |                  |                      |                     |                   |                     |                     | Nessun Distintivo   |
| Grado               | Sargento-mor      | Sargento-chefe    | Sargento-ajudante | Primeiro-sargento | Segundo-sargento | Primerio-subsargento | Segundo-subsargento | Cabo              | Primeiro-marinheiro | Segundo-marinheiro  | Grumete             |
| Equivalente MM      | Capo di 1ª classe | Capo di 2ª classe | Capo di 3ª classe | 2° capo aiutante  | 2° capo scelto   | 2° capo              | Sergente            | Sottocapo scelto  | Sottocapo           | Comune di 1ª classe | Comune di 2ª classe |
| NATO-Code           | OR-9              | OR-8              | OR-7              | OR-6              | OR-6             | OR-5                 | OR-5                | OR-4              | OR-3                | OR-2                | OR-1                |